# Nacionalna celovita mreža za boj proti raku
Nacionalna celovita mreža za boj proti raku (NCCN) je zveza 32 centrov za raka v Združenih državah Amerike, od katerih jih ima večina status Nacionalnega inštituta za raka (eden od ameriških nacionalnih inštitutov za zdravje) kot celovitega centra za raka. Gre za nepridobitno organizacijo s sedežem v kraju Plymouth Meeting v Pensilvaniji. Predsednik odbora direktorjev NCCN je John W. Sweetenham. Organizacija objavlja recenzirano medicinsko revijo Journal of the National Comprehensive Cancer Network.